# Pressostat
En pressostat er en elektrisk kontakt, som er styret af tryk. Den sidder bl.a. i vaskemaskiner. En pressostat er udstyret med en form for "sejl", som kan blive påvirket af tryk. Når der kommer tryk mod sejlet i kontakten lukker/åbner denne.
| Elektronik | Spire Denne artikel om elektronik er en spire som bør udbygges. Du er velkommen til at hjælpe Wikipedia ved at udvide den. |